# Karl Prahl
Karl Prahl (* 5. Oktober 1882 in Hamburg; † 7. September 1948 in Kummerfeld) war ein deutscher Kunstmaler und Grafiker. 

## Leben

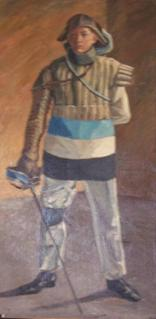
„Der Sekundant“ von Karl Prahl als Beispiel seines künstlerischen Schaffens

Prahl studierte zunächst an der hamburgischen Landeskunstschule in Hamburg und sodann 1902/1903 in München. 
Während seines Studiums wurde er Mitglied der Wehrschaft Cheruskia Hamburg, dem späteren Corps Irminsul, dem er bis zu seinem Tode angehörte. Des Weiteren war er Mitglied der Hamburger Freimaurerloge Ferdinande Caroline.
Prahl war verheiratet mit Maria Kunde, die in Hamburg einen bekannten Kunstsalon unterhielt. 
Er war Mitglied einer der wichtigsten Hamburger Künstlervereinigungen, der Hamburgischen Sezession. Er war zudem Mitglied der Hamburgischen Künstlerschaft. Seine Werke zeigen vornehmlich norddeutsche Landschaften und Personen.

## Werke
- Fritz Fischer: Suur Supp. Een Gropen vull Märken un anner Vertellen. Biller vun Karl Prahl. Verlag Pröpper, Hamburg 1938, DNB 573349509.